# Proliferação de algas nocivas

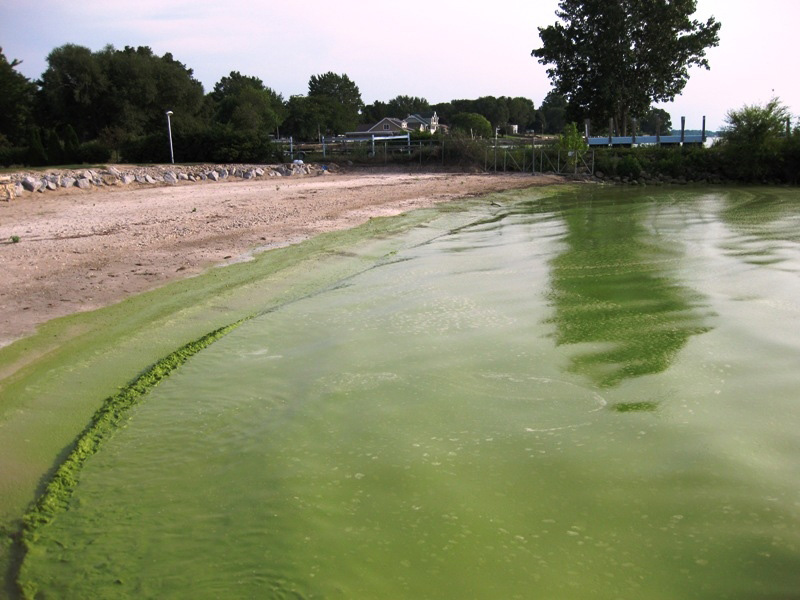
Cianobactérias (algas verde-azuladas) florescem no Lago Erie (Estados Unidos) em 2009. Esses tipos de algas podem causar proliferação de algas nocivas

Uma proliferação de algas nocivas (PAN) (ou crescimento excessivo de algas) é uma proliferação de algas que causa impactos negativos a outros organismos pela produção de toxinas naturais produzidas por algas, danos mecânicos a outros organismos ou por outros meios. As PANs são às vezes definidas apenas como as proliferações de algas que produzem toxinas e, às vezes, como qualquer proliferação de algas que pode resultar em níveis de oxigênio severamente mais baixos em águas naturais, matando organismos em águas marinhas ou doces. As proliferações podem durar de alguns dias a muitos meses. Após as algas morrerem, os micróbios que decompõem as mortas gastam mais oxigênio, gerando uma "zona morta" que pode causar mortandade de peixes. Quando essas zonas cobrem uma grande área por um longo período de tempo, nem os peixes nem as plantas conseguem sobreviver. A proliferação de algas nocivas em ambientes marinhos é frequentemente chamada de "marés vermelhas".
Às vezes, não está claro o que causa PANs específicos, pois sua ocorrência em alguns locais parece ser totalmente natural, enquanto em outros parece ser resultado de atividades humanas. Em certos locais, existem ligações para drivers específicos, como nutrientes, mas os PANs também ocorrem desde antes de os humanos começarem a afetar o meio ambiente. Os PANs são induzidos pela eutrofização, que é uma superabundância de nutrientes na água. Os dois nutrientes mais comuns são o nitrogênio fixo (nitratos, amônia e ureia) e o fosfato. Os nutrientes em excesso são emitidos pela agricultura, poluição industrial, uso excessivo de fertilizantes em espaços urbanos/suburbanas e escoamento urbano associado. A temperatura mais alta da água e a baixa circulação também contribuem.
Os PANs podem causar danos significativos aos animais, ao meio ambiente e às economias. Eles vêm aumentando de tamanho e frequência em todo o mundo, fato que muitos especialistas atribuem às mudanças climáticas globais. A Administração Oceânica e Atmosférica Nacional dos Estados Unidos (AOAN) prevê mais explosões nocivas no Oceano Pacífico. Os remédios potenciais incluem tratamento químico, reservatórios adicionais, sensores e dispositivos de monitoramento, reduzindo o escoamento de nutrientes, pesquisa e gerenciamento, bem como monitoramento e relatórios.
O escoamento terrestre, contendo fertilizantes, esgoto e resíduos de gado, transporta nutrientes abundantes para a água do mar e estimula eventos de proliferação. Causas naturais, como enchentes de rios ou ressurgência de nutrientes do fundo do mar, muitas vezes após grandes tempestades, fornecem nutrientes e também desencadeiam eventos de proliferação. Os crescentes desenvolvimentos costeiros e a aquicultura também contribuem para a ocorrência de PANs costeiras. Os efeitos das PANs podem piorar localmente devido à circulação de Langmuir impulsionada pelo vento e seus efeitos biológicos.

## Descrição e identificação

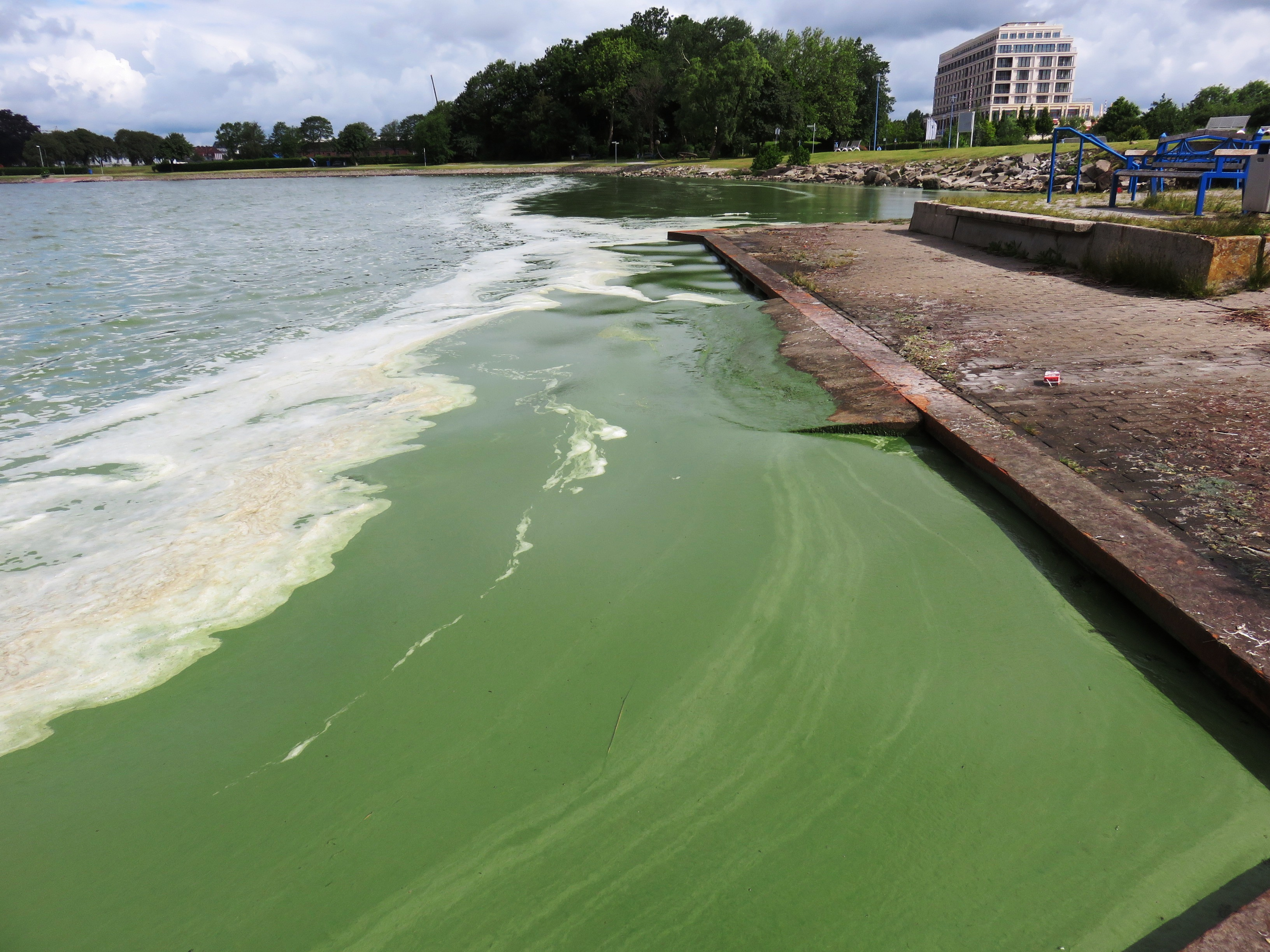
Algas cianobactérias na costa do norte da Alemanha

PANs de cianobactérias (algas verde-azuladas) podem aparecer como uma espuma na superfície da água ou logo abaixo dela e podem assumir várias cores, dependendo de seus pigmentos. As proliferações de cianobactérias em lagos ou rios de água doce podem aparecer em verde brilhante, geralmente parecido com tinta flutuante. A proliferação de cianobactérias é um problema global.
A maioria das proliferações ocorre em águas quentes com excesso de nutrientes. Os efeitos nocivos de tais proliferações são devidos às toxinas que produzem ou ao uso de oxigênio na água, o que pode levar à mortandade de peixes. No entanto, nem todas as proliferações de algas produzem toxinas, com algumas apenas descolorindo a água, produzindo um odor fedorento ou adicionando um gosto ruim à água. Infelizmente, não é possível dizer se uma proliferação é prejudicial apenas pela aparência, uma vez que a amostragem e o exame microscópico são necessários. Em muitos casos, a microscopia não é suficiente para distinguir entre populações tóxicas e não tóxicas. Nesses casos, ferramentas podem ser empregadas para medir o nível de toxina ou para determinar se os genes de produção de toxina estão presentes.